# Замок Рахгормак
Замок Рахгормак (англ. Rathgormuck Castle, ірл. Ráth Ó gCormaic) — замок Рах О Гормак, Фортеця Онуків Кормака — один із замків Ірландії, розташований на півночі графства Вотерфорд, біля однойменного селища. Місцевість навколо замку Рахгормак здавна славилась жителями з прекрасним здоров'ям. Від замку нині лишилися одні руїни.

## Історія замку Рахгормак
У часи середньовіччя замок Рахгормак належав феодалам Поер, що спорудили замок на місці більш давньої оборонгої споруди.
У документах 1850 року замок Рахгормак був описаний як замок, що перебуває в стані руїни і був оцінений в 10 £. Замок тоді був у власності Волтера Менсфілда і орендував його Томас Террі.
Волтер Генрі Менсфілд був одним з головних орендодавців земель Рахгормак під час перепису та оцінки земельної власності та нерухомості, яку здійснили під керівництвом Гріффіта у 1850 році. Замок Рахгормак у давні часи був власністю ірландського клану Воулфес з Каррік-на-Шурі. Менсфілд у XIX столітті переселився у цю місцевість з Клешмора, що баронстві Дессі Драм. У 1851 році він виставив на продаж свої маєтки площею понад 800 акрів. Журнал «Фрімен» повідомляв, що покупцем цих маєтків був Дуніс О'Кіфф, що придбав ці маєтки за 5600 £. Загалом Менсфілд володів 1200 акрами землі в графстві Вотерфорд та 700 акрами в графстві Кілдер.
Під час війни за незалежність Ірландії біля замку Рахгормак на березі річки Клодаг у 1921 році був страчений окружний інспектор Королівської поліції Гілберт Поттер. Страту здійснили солдати Третьої бригади Тіпперері Ірландської республіканської армії (ІРА) якими командував Дінні Лейсі.